# Aldo Vollono
Aldo Vollono (né le 3 août 1906 à Gênes en Italie et mort le 5 juin 1946 à Brunate) est un joueur de football italien, qui jouait au poste de milieu de terrain.

## Biographie
Durant sa carrière, Vollono a évolué pour les clubs de Triestina, de la Juventus (pour qui il joue son premier match le 18 janvier 1931 lors d'une défaite 3-2 à l'extérieur contre l'Ambrosiana Inter en Serie A), de Bari et d'Antibes en France.

## Palmarès
Juventus
- Championnat d'Italie (1) :
  - Champion : 1930-1931.